# Phạm Hầu
Phạm Hầu (2 tháng 3 năm 1920 – 3 tháng 1 năm 1944) hay Phạm Hữu Hầu (tên ghi trong gia phả) là nhà thơ tiền chiến Việt Nam.

## Tiểu sử
Phạm Hầu sinh ở Gò Nổi, làng Trừng Giang nay thôn Hòa Giang, xã Điện Trung, thị xã Điện Bàn, tỉnh Quảng Nam.
Ông là con Tiến sĩ Phạm Liệu, người đứng đầu nhóm Ngũ Phụng Tề Phi, từng làm quan trải đến chức Tổng đốc Nghệ An rồi Thượng thư Bộ binh dưới các triều vua Thành Thái, Duy Tân, Khải Định và Bảo Đại. Mẹ ông là bà Lê Thị Giảng, người Thanh Hóa.
Lúc nhỏ, ông học trường Quốc Học Huế, sau ra Hà Nội học tại trường Mỹ thuật Đông Dương (nay là Đại học Mỹ thuật Việt Nam).
Do mắc chứng bệnh động kinh, ông nằm điều trị tại nhà thương Vôi ở Bắc Giang một thời gian rồi được chuyển về quê nhà, nhưng khi tàu hỏa đến đoạn Đồng Hới (Quảng Bình) - Huế, thì ông mất, hưởng dương 24 tuổi. Hôm ấy, là ngày 3 tháng 1 năm 1944.
Kể về chuyến trở về của Phạm Hầu, sách Việt Nam thi nhân tiền chiến (Quyển 2) viết: (Phát giác ông mất), người soát vé bắt buộc người thân đi theo phải đem xác ông xuống ga Truồi (Huế). Từ nơi đó, người nhà thuê thuyền đưa ông về Huế rồi an táng trên một đồi nhỏ, sau một ngôi chùa cổ ở vùng Nam Giao. Và để tiễn biệt một linh hồn cô đơn đi vào nơi yên nghỉ cuối cùng, người ta chỉ nghe đôi câu kinh, vài tiếng thút thít trong một chiều mưa gió thê lương...

## Sự nghiệp
Theo Việt Nam thi nhân tiền chiến (Quyển 2), về hội họa, ông đã được tặng thưởng trong kỳ triển lãm hội họa tại Tokyo (Nhật Bản); về thơ, ông làm không nhiều (vỏn vẹn chỉ có khoảng 20 bài), thường đăng thơ trên các tạp chí Tao Đàn, Mùa gặt mới, Bạn đường...
Năm 2001, nhà xuất bản Thanh Niên đã cho xuất bản thơ ông, tập thơ có tên Vẫy ngoài vô tận do nhà văn Hoàng Minh Nhân biên soạn. Đúng ra ông Phạm Hầu là họa sĩ vì ông học trường Mỹ thuật Đông Dương khóa 13, rất tiếc không rõ ông có bao nhiêu tác phẩm, nơi lưu giữ hay thất truyền. Vào tháng 5/2017 nhà văn Hòa Văn quê làng Đông Bàn xã Điện Trung thị xã Điện Bàn tỉnh Quảng Nam tìm thấy một họa phẩm của họa sĩ Phạm Hầu đó là bức chân dung ông thợ mộc Trần Văn Anh cùng làng Trừng Giang với họa sĩ. Chân dung vẽ bút chì còn tốt đang được ông Trần Cao Hoang (tên thường gọi Trần Văn Quận) hiện ở làng Trừng Giang (thôn Hòa Giang xã Điện Trung thị xã Điện Bàn tỉnh Quảng Nam) lưu giữ làm di ảnh thờ.

## Quan niệm nghệ thuật
Trích bài viết của Phạm Hầu, được dẫn lại trong Việt Nam thi nhân tiền chiến (Quyển 2):
| “ | Nếu một họa sĩ vẽ cô gái đẹp ấy y như thật, thì chỉ là thợ truyền thần giỏi mà thôi. Vì nhà truyền thần kia đi theo cảnh vật, làm nô lệ cảnh vật. Họ không phải là một nhà tư tưởng, một nhà sáng tạo. Mà trong địa hạt nghệ thuật, chỉ có sáng tạo mới là cái đẹp chân chính. | ” |

| “ | Cái quan niệm cho Nghệ thuật là một trò chơi không thể được nữa. Nhà nghệ sĩ không phải là một đứa trẻ vô tư trong trò chơi. Nghệ sĩ không thể không đau khổ, nhưng cái đau khổ ấy không phải là một thất vọng. Bởi đấy chính là một công việc giải phẫu mà nghệ sĩ phải chịu để cho ra đời một tác phẩm. | ” |

## Nhận xét
Trích trong Thi nhân Việt Nam:
...Ở đời có những người nói to bước vững. Phạm Hầu quyết không phải trong hạng ấy. Ở giữa đời Phạm Hầu là một cái bóng, chân đi không để dấu trên đường đi. Người còn mải sống với mình và con người ta tưởng không có gì là một người giàu vô vạn. Lòng người là một vọng hải đài, người chỉ việc đứng trên đài lòng mà ngắm: "Qua lại thiếu gì mây sớm gió chiều..."
Trích trong Việt Nam thi nhân tiền chiến (Quyển 2):
Có thể nói, Phạm Hầu là hình ảnh kết tinh của một tâm hồn thơ và lòng yêu chuộng nghệ thuật. Tuy thơ ông rất ít, nhưng không thể lấy số lượng đánh giá trị thi nhân...Vì bài nào của ông cũng đều có một chiều sâu và chứa đựng một triết lý nhân sinh.
...Là một nghệ sĩ, tâm hồn ông thường hay rung cảm một cách bén nhạy...Mới chỉ trong cái tuổi đôi mươi mà ông đã quyết định mang theo bên mình một hoài bảo to lớn. Đấy là một cứu cánh toàn hảo, một tuyệt đích tình yêu, một tột cùng của nghệ thuật; nói gọn, đấy là cái Chân, Thiện, Mỹ vậy. Và có lẽ ít có người nghệ sĩ nào quá trân trọng bóng thiều quang như ông. Với ông, thời gian của kiếp đời mình cũng như vò nước. Từng giọt, từng giọt nhỏ dần…cho nên thi nhân không dám phung phí, luôn tự thúc giục mình trong công việc sáng tạo, để có thể lưu lại một cái gì trước tuổi 30.

## Giới thiệu thơ

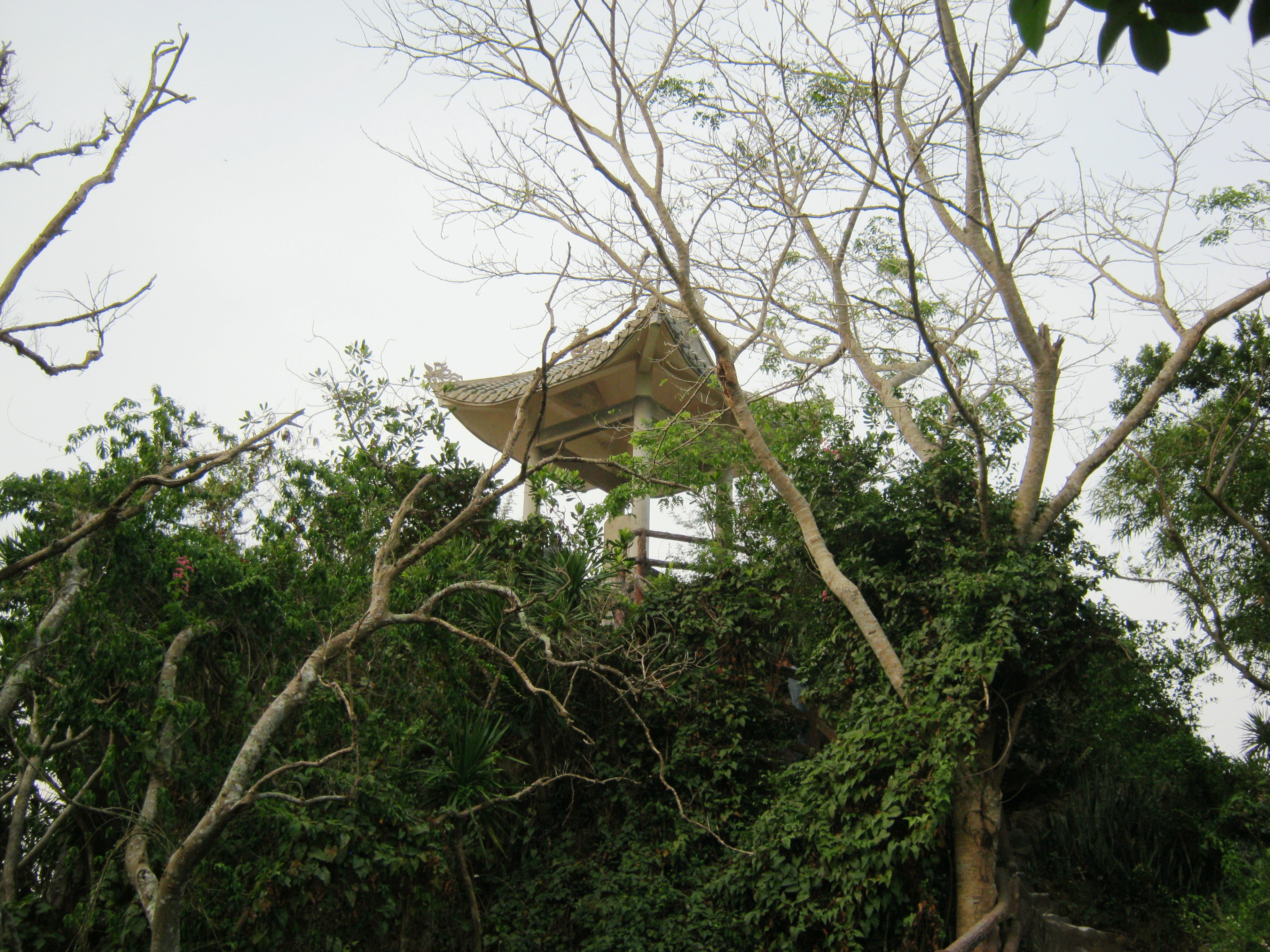
Vọng Hải đài trên hòn Thủy Sơn, thuộc Ngũ Hành Sơn, Đà Nẵng.

Thơ ông thường buồn. Cái buồn của thi nhân cứ gờn gờn lên từng hồi, như bài Chiều buồn chỉ 20 câu mà đã lập lại 5 chữ buồn. Tương tự, bài Vọng lâu cũng chỉ 20 câu, tác giả cũng đã " buồn" 8 lần. Hai thi phẩm sau đây, tuy không có chữ buồn, nhưng người yêu thơ vẫn có thể cảm nhận được nỗi cô đơn, đau đớn và ray rức trong thơ ông...
| Lý tưởng Sầu hương hoa gạo đỏ bên chân, Xa nắng chiều hoe nhạt mấy phần. Một cột đèn cao mơ góa bụa, Đường dài toan nối hận gian truân. Tôi theo tư tưởng vô cùng tận, Chỉ gặp vô cùng nỗi quạnh hiu. Sáng sớm: rạng đông, chiều: chạng vạng, Những giờ mới lạ có bao nhiêu? Thuở nhỏ đêm mơ nằm thấy bướm. Giờ không mơ bướm lại mơ thơ. Đời tôi nếu rụng bao nhiêu sắc, Cũng bởi vì tôi quá mộng hờ. - Ao ước ngày mai sắc nắng thơm Chiều mai thôi ráng nhuộm cô đơn. Chiều qua gió thổi lời tôi nguyện, Quên thổi giùm tôi hận chập chờn. Tôi đợi người đây, Tuyệt Đích ơi! Dẫu xa, xa cách mấy phương trời. Biết rằng vô ích sao tôi vẫn Phung phí đời tôi mấy độ tươi. (Bạn Đường số 24, ngày 4 tháng 4 năm 1942) | Vọng Hải đài Chẳng biết trong lòng ghi những ai? Thềm son từng bước gót vân hài. Hỡi ôi! Người chỉ là du khách Giây phút dừng chân Vọng Hải đài. Cơn gió nào lên có một chiều Ai ngờ thổi tạt mối tình kiêu Tháng ngày đi rước tương lại Làm rã chân thành sắp sửa xiêu. Trống trải trên đài du khách qua Mây ngày vơ vẩn, gió đêm tà, Muôn đời e hãy còn vương vấn Một sắc không bờ trên biển xa. Lòng xiêu xiêu, hồn nức hương mai, Rạng đông về thức giấc hoa nhài. Đưa tay ta vẫy ngoài vô tận Chẳng biết xa lòng có những ai? (Tao đàn) |